# Luxemburg (canton)
Luxemburg este un canton al Luxemburgului în districtul Luxemburg.
Cantonul conține următoarele comune: 
- Bertrange
- Contern
- Hesperange
- Luxembourg
- Niederanven
- Sandweiler
- Schuttrange
- Steinsel
- Strassen
- Walferdange
- Weiler-la-Tour

1. ↑   https://statistiques.public.lu/fr/territoire-environnement/index.html Lipsește sau este vid: |title= (ajutor)